# Partido Comunista de Grecia
El Partido Comunista de Grecia (en griego: Κομμουνιστικό Κόμμα Ελλάδας Kommunistikó Kómma Elládas), más conocido por sus siglas ΚΚΕ (por lo general pronunciado "cu-cu-e" o "kapa-kapa-épsilon"), es el partido político más antiguo de Grecia. El partido fue prohibido en 1936, pero desempeñó un papel importante en la resistencia griega y la guerra civil griega, y su membresía alcanzó su punto máximo a mediados de la década de 1940. La legalización del KKE se restableció tras la caída de la junta militar griega de 1967-1974.

## Historia

### Fundación
La Revolución rusa de octubre del 1917 dio lugar a la fundación de varios partidos comunistas alrededor del mundo. En 1918, se fundó el Partido Socialista de los Trabajadores de Grecia (SEKE) (Acrónimo: SEKE, Griego: Σοσιαλιστικό Εργατικό Κόμμα Ελλάδας Sosialistikó Ergatikó Kómma Elládas) por Avraam Benaroya, un profesor sefardí líder de la Federación de Trabajadores Socialistas en Salónica. El partido comenzaba con un Comité Central de cinco miembros.
Los orígenes del SEKE se remontan a más de 60 años de pequeños grupos socialistas, anarquistas y comunistas, principalmente en áreas industrializadas. Estos grupos, siguiendo el ejemplo de la Comuna de París y de los movimientos revolucionarios de los trabajadores de Chicago, Alemania y la URSS, obtuvieron como logros políticos inmediatos la unificación de los trabajadores griegos en sindicatos, la implantación de la jornada de 8 horas en Grecia, y mejores salarios para los trabajadores.
En el II Congreso del SEKE de abril de 1920, el partido decidió unirse a la Internacional Comunista y se cambió el nombre por el de Partido Socialista de los Trabajadores de Grecia-Comunista. En el III Congreso Extraordinario del partido en noviembre de 1924, el partido se cambió el nombre por el de Partido Comunista de Grecia y adoptó los principios del marxismo-leninismo. Pandelis Pouliopoulos fue elegido secretario general. Desde entonces, el partido ha seguido las bases del centralismo democrático.

### Segunda Guerra Mundial

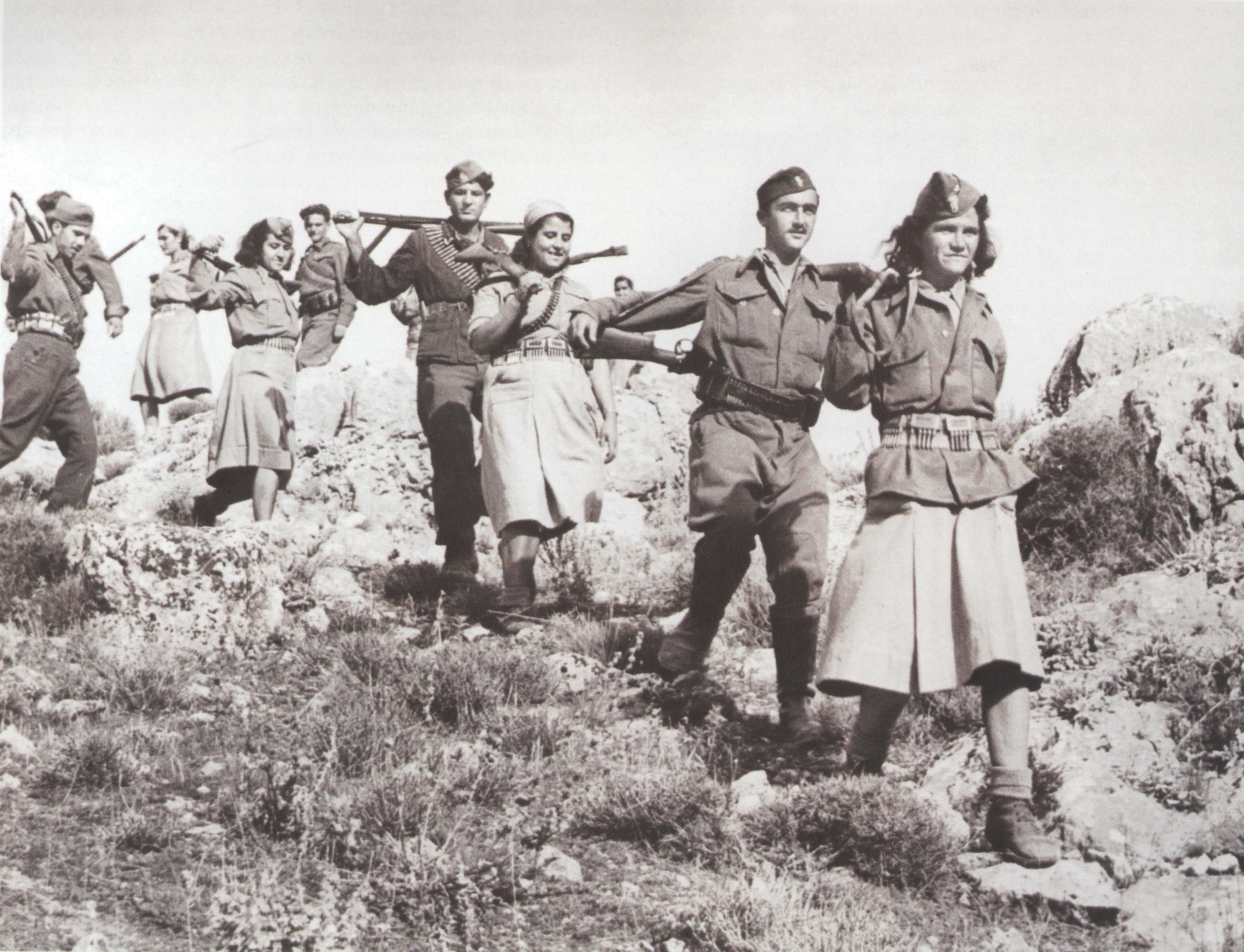
Miembros de la resistencia comunista en 1944.

Durante la ocupación de Grecia por las Fuerzas del Eje, a resistencia interna se organizó rápidamente en diferentes movimientos: el EDES, el EKKA y, sobre todo, el EAM (Frente de Liberación Nacional), que era una emanación del KKE, así como su rama militar, el Ejército Popular de Liberación Nacional griego (ELAS). La resistencia comunista se manifestó tras unos días de ocupación de Atenas con la acción de Manólis Glézos y Apóstolos Sántas en la Acrópolis. EAM-ELAS es, con mucho, la principal organización de resistencia en Grecia.
A partir de 1943, zonas muy extensas dejaron de estar realmente controladas por los ocupantes y pasaron a ser administradas directamente por el EAM. En estas regiones, los conceptos socialistas no se pusieron en práctica: ni reforma agraria ni apropiación colectiva de los medios de producción (la misma circunspección en cuanto a la socialización de los bienes se dio durante la guerra civil). Se establece una forma de autoadministración que forma parte de la tradición griega: primero a nivel comunal, más tarde a nivel de provincias y luego de prefecturas. Las instituciones son la asamblea general (hombres y mujeres mayores de 17 años), los comités populares y el Tribunal Popular.
En lo que respecta a las ciudades, el EAM operaba de forma clandestina, pero tenía una enorme influencia en su población y era capaz de lanzar grandes movimientos sociales (huelgas) o acciones de sabotaje que perturbaban gravemente la maquinaria militar alemana.
A medida que se acercaba el final de la guerra, el gobierno británico decidió debilitar la influencia del EAM fuera de Grecia enviando a sus representantes al gobierno en el exilio, al tiempo que esbozaba lo que sería el plan Manna: el envío de una fuerza expedicionaria a Grecia cuando se retiraran las tropas alemanas. A los agentes británicos desplegados en Grecia se les encomendó la tarea de socavar el ELAS. Intentaron reclutar a sus partidarios ofreciéndoles dinero, y financiaron pequeñas organizaciones competidoras, incluyendo algunos "nacionalistas" que a veces colaboraban con los ocupantes nazis.
En 1944, los británicos y el EAM prepararon el periodo posterior a la liberación. En marzo de 1944, el EAM creó el Comité Político de Liberación Nacional (PCNL), o "gobierno de las montañas", para administrar las zonas liberadas. Organizó elecciones para un Consejo Nacional (Parlamento). Churchill decidió apoyarse en la monarquía, aunque estuviera desacreditada. El ejército griego en el exterior (40.000 hombres) fue purgado tras los motines pro-EAM (20.000 fueron deportados al norte de África). Las negociaciones tuvieron lugar, pero el EAM no aprovechó su posición de fuerza en casa, haciendo considerables concesiones (conferencia del Líbano el 20 de mayo, acuerdo de Caserta en septiembre).
La liberación de Grecia, a partir del otoño de 1944, estuvo acompañada por la llegada de tropas británicas, en particular el destacamento que desembarcó en Atenas cuando los alemanes se marcharon el 12 de octubre.
Una vez liberado el país, la situación política siguió siendo muy tensa. Las autoridades británicas, que se habían instalado en la capital el 18 de octubre, exigieron el desarme del ELAS, mientras que milicianos armados, algunos de ellos procedentes de grupos colaboracionistas, circulaban por la capital persiguiendo a los resistentes. El 3 de diciembre, las calles de la capital acogieron una manifestación masiva que exigía la dimisión del gobierno instalado por los británicos y la constitución de un nuevo gobierno. La masacre que siguió -la policía abrió fuego contra los manifestantes, matando a una veintena de personas e hiriendo a más de un centenar- dio lugar a un verdadero conflicto entre el ejército británico y el EAM-ELAS por el control de Atenas y el puerto del Pireo. Pero, en ausencia de una acción masiva del ELAS fuera de la zona de la capital, los británicos ganaron con bastante facilidad.
El restablecimiento del gobierno real, en forma de régimen autoritario protegido por los británicos y, cada vez más, por los estadounidenses, pone a los antiguos resistentes en una situación difícil; la represión anticomunista golpea a los antiguos resistentes.

### La guerra civil (1946-49)
La intensidad del antagonismo condujo a la guerra civil, que duró de 1946 a 1949.
Durante más de dos años, Grecia estuvo dividida en dos: una parte estaba en manos de las milicias de la derecha y, sobre todo, del ejército gubernamental, y la otra del Ejército Democrático de Grecia, fundado oficialmente en diciembre de 1947. El KKE recibió inicialmente ayuda de los países comunistas, especialmente de Yugoslavia. Sin embargo, Stalin había pactado con Churchill en el acuerdo Churchill-Stalin sobre los Balcanes que Grecia estaría bajo influencia de occidente y no intervino. El gobierno, dirigido entonces por los conservadores, beneficiándose del apoyo estadounidense (doctrina Truman), ganó en 1949. Esta victoria fue acompañada de nuevo por una intensa represión contra los comunistas, pero también contra la izquierda en general.
Muchos comunistas huyeron a los "países hermanos" del bloque del Este. Pero miles de sus miembros y cuadros fueron detenidos en Grecia, encarcelados, deportados a las islas (prisión de Makronissos), o incluso torturados o asesinados, como Níkos Beloyánnis, uno de sus líderes detenido y ejecutado en 1952. Algunos de los presos políticos fueron liberados durante la década de 1950 (Míkis Theodorákis), pero todavía había un gran número de ellos en 1964, cuando Geórgios Papandreu concedió la primera amnistía (limitada).

## Actualidad
El KKE participó activamente en las protestas contra la austeridad a partir de 2010
y también apoyó las huelgas de trabajadores siderúrgicos griegos.
En las primeras elecciones legislativas de 2012 celebradas el 6 de mayo, el partido obtuvo el 8,5% de los votos y aumentó sus escaños parlamentarios en 5 para un total de 26 escaños.
Sin embargo, en las segundas elecciones legislativas de 2012 celebradas un mes después, el 17 de junio de 2012, el apoyo del partido se redujo a la mitad, lo que resultó en una pérdida del 4% y 14 diputados. Después de que el Parlamento Helénico no eligiera un nuevo Presidente de Estado a finales de 2014, el parlamento se disolvió y se celebraron unas elecciones legislativas griegas de enero de 2015.  prevista para el 25 de enero de 2015, donde el partido aumentó su apoyo en 1 punto porcentual, hasta el 5,5%.  En las nuevas elecciones legislativas griegas de septiembre de 2015 más tarde ese año, el partido obtuvo un ligero aumento del 0,1% para alcanzar el 5,6% de los votos.
Desde las elecciones de 2015, el partido vio un nuevo aumento en su apoyo en Encuestas de opinión para las elecciones legislativas griegas de 2019, superando al antiguo partido principal PASOK para alcanzar el cuarto lugar.
Aunque el KKE fue nuevamente superado por PASOK (ahora llamado Movimiento por el Cambio - KINAL) en las Elecciones de 2019, logró mantener un cuarto lugar en las encuestas, debido a la caída del partido de extrema derecha Amanecer Dorado.

## Políticas

#### Economía
El KKE propone la nacionalización de los medios de producción y una centralización reestructurante de la economía: en consecuencia, requiere una planificación científica orientada a satisfacer todas las necesidades del pueblo griego (por ejemplo: trabajo, salud, educación, cultura, deporte...).
Además, el KKE se opone absolutamente a que Grecia permanezca en la Unión Europea y la OTAN.

#### Derechos LGBT
El partido votó en contra del Proyecto de Ley de Asociaciones Civiles propuesto por Syriza respondiendo entre otras cosas:
La familia es una relación social, es una institución de protección de los niños, ya que se formó en el contexto de la sociedad actual, el capitalismo. También creemos que el matrimonio civil debería ser la única forma obligatoria de matrimonio. Y el que quiera, que tenga derecho a la ceremonia religiosa correspondiente. Pero no tocas esta modernización urbana que se ha producido en otros países desde hace años.
Si el gobierno quisiera introducir un matrimonio civil menos "burocrático", podría proponer las modificaciones necesarias al Código Civil. No hace falta dos normas jurídicas (matrimonio civil y pacto de convivencia) sobre los derechos y obligaciones entre los cónyuges, cuyo núcleo es la potencial reproducción, crianza y crianza de los hijos.
Hoy, esto se confirma por el hecho de que el Acuerdo de Convivencia se extiende en términos de obligaciones y derechos de ambas partes, lo que esencialmente se asemeja al matrimonio y especialmente por el hecho de que se extiende a las parejas del mismo sexo. La condena de Grecia por parte del Tribunal Europeo de Justicia, citada por el gobierno y el Informe, no fue un incumplimiento de ninguna obligación positiva impuesta por el Convenio Europeo de Derechos Humanos. Pero fue una discriminación negativa a escalas homosexuales, pero en el marco de la institucionalización del Pacto de Convivencia. Si no existiera el Pacto de Convivencia para las parejas heterosexuales, no se trataría de condenar a Grecia.
El objetivo del proyecto de ley es esencialmente el reconocimiento institucional de las parejas del mismo sexo, incluyendo -en un proceso- la adquisición de hijos por parte de las mismas. Y ahí está nuestro desacuerdo.
Los derechos y obligaciones surgen dentro del matrimonio, que es la expresión jurídica de las relaciones sociales de la familia. Incluye la protección social de los niños, que son biológicamente el resultado de las relaciones sexuales entre un hombre y una mujer.

Con la formación de una sociedad socialista-comunista, sin duda se formará un nuevo tipo de asociación: una relación y reproducción heterosexual relativamente estable.
Muchos partidos socialistas democráticos, incluido Syriza, denunciaron la postura del KKE como intolerancia.
Sin embargo, el KKE también apoya el fortalecimiento de la legislación para castigar el comportamiento homofóbico y se ha pronunciado en contra de dicha discriminación, afirmando que "la discriminación y la violencia inaceptables y condenables contra nuestros semejantes, en función de su orientación sexual y otras características personales, no se abordan con métodos baratos como declaraciones de igualdad y palabras de pésame, sino reforzando la legislación contra los perpetradores de sexismo, racismo y homofobia, con el pleno apoyo social de quienes sufren tales conductas .Un verdadero escudo contra tal discriminación es el colectivismo, la lucha por los derechos sociales modernos para todos."

#### Reforma de drogas
KKE se opone a la despenalización del consumo y tráfico de drogas. Se opone a la división de las drogas en más y menos dañinas, considerando la legislación de reducción de daños como "política burguesa dominante". También se opone a los programas de rehabilitación de sustitución (y respalda los programas de "pavo frío") ya que cree que los sustitutos de drogas reemplazan una adicción por otra.

Las posiciones del KKE sobre la reforma de las drogas se resumen, entre otros textos, en un artículo en uno de sus sitios web: 
(KKE) se opone tanto a la actual política represiva que encarcela a los usuarios y libera a los comerciantes como a las políticas de gestión de problemas, así como a los esfuerzos por privatizar los servicios de desintoxicación y prevención existentes. KKE cree en abordar el problema de las drogas de manera efectiva. Apoya la única solución realista que es fortalecer los esfuerzos de prevención-tratamiento-reinserción. Dice: No a TODAS las drogas. Niega la separación de blandos - duros (drogas). No cree en los programas de sustitución, que mantienen la adicción a las drogas y no la curan. La sustitución debería afectar a grupos especiales (por ejemplo, con enfermedades crónicas). NO a la despenalización del hachís. Política de "reducción de la demanda" y no política de "reducción de daños".

#### Otras políticas
A diferencia del PCUS después de 1956, el KKE celebra el gobierno de Iósif Stalin y lo considera un paladín del socialismo.
El KKE, como otros partidos comunistas, apoya la separación de iglesia y estado. Sin embargo, las personas religiosas pueden unirse al partido y también tiene asociados religiosos como Liana Kanelli.
A diferencia de otros partidos comunistas, el partido considera a China una potencia imperialista y un país capitalista, y considera que el PCCh ha perdido sus elementos revolucionarios.
El KKE defiende el patriotismo griego y el nacionalismo de izquierda junto con el internacionalismo proletario y considera que es un deber patriótico oponerse a la pertenencia de Grecia a la UE.

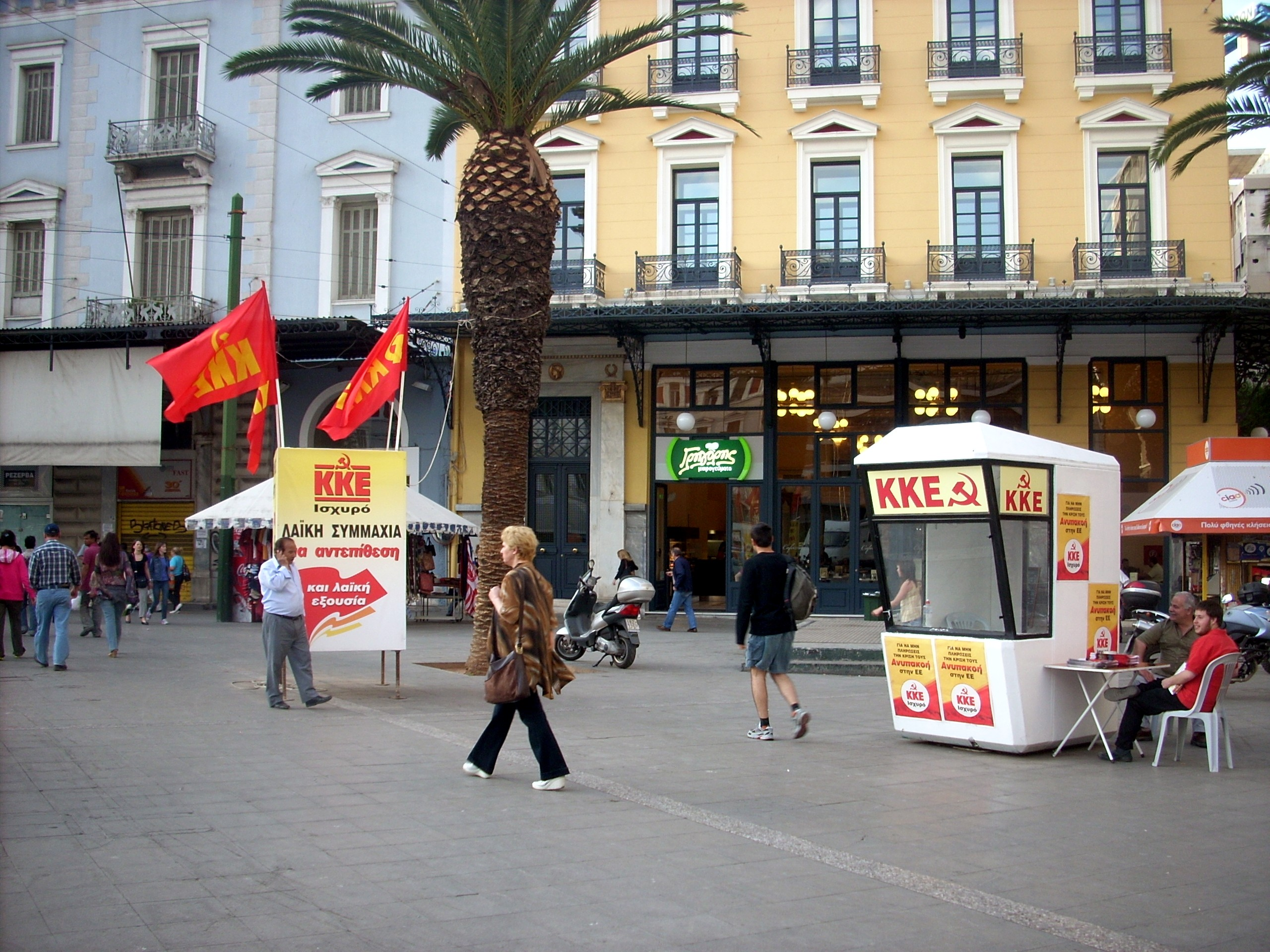
Kiosko de campaña del KKE

## Lista de Secretarios Generales
1. Nikolaos Dimitratos (noviembre de 1918-)
2. Giannis Kordatos (febrero de 1922-)
3. Nikolaos Sargologos (noviembre de 1922-)
4. Thomas Apostolidis (septiembre de 1923-)
5. Pandelis Pouliopoulos (diciembre de 1924-)
6. Pastias Giatsopoulos (septiembre de 1926-)
7. Andronikos Xaitas (marzo de 1927-)
8. Nikolaos Zachariadis (1931-36)
9. Andreas Tsipas (julio de 1941-septiembre de 1941)
10. Georgios Siantos (enero de 1942-1945)
11. Nikolaos Zachariadis (1945-1956)
12. Apostolos Grozos (1956)
13. Konstantinos Koligiannis (1956-1972)
14. Charilaos Florakis (1972-1989)
15. Grigoris Farakos (1989-1991)
16. Aleka Papariga (1991-2013)
17. Dimitris Kutsumbas (desde 2013)

## Resultados electorales

### Consejo de los Helenos
| Elecciones | # de votos   | % de votos | Escaños | +/- | Posición       | Notas                                  |
| ---------- | ------------ | ---------- | ------- | --- | -------------- | -------------------------------------- |
| 1963       | 669.297 (#3) | 14,3%      | 28/300  |     | Oposición      | Dentro de Izquierda Democrática Unida. |
| 1964       | 542.865 (#3) | 11,8%      | 22/300  |     | Oposición      | Dentro de Izquierda Democrática Unida. |
|            |              |            |         |     |                |                                        |
| 1974       | 464.787 (#4) | 9,5%       | 8/300   |     | Oposición      | Dentro de Izquierda Unida.             |
| 1977       | 480.272 (#4) | 9,4%       | 11/300  | 3   | Oposición      |                                        |
| 1981       | 620.302 (#3) | 10,9%      | 13/300  | 2   | Oposición      |                                        |
| 1985       | 629.525 (#3) | 9,9%       | 12/300  | 1   | Oposición      |                                        |
| Jun. 1989  | 855.944 (#3) | 13,1%      | 28/300  | 16  | En el gobierno | Dentro de Synaspismós.                 |
| Nov. 1989  | 734.611 (#3) | 11,0%      | 21/300  | 7   | En el gobierno | Dentro de Synaspismós.                 |
| 1990       | 677.059 (#3) | 10,3%      | 19/300  | 2   | Oposición      | Dentro de Synaspismós.                 |
| 1993       | 313.087 (#4) | 4,5%       | 9/300   | 10  | Oposición      |                                        |
| 1996       | 380.167 (#3) | 5,61%      | 11/300  | 2   | Oposición      |                                        |
| 2000       | 379.517 (#3) | 5,53%      | 11/300  | 0   | Oposición      |                                        |
| 2004       | 436.573 (#3) | 5,9%       | 12/300  | 1   | Oposición      |                                        |
| 2007       | 583.654 (#3) | 8,15%      | 22/300  | 10  | Oposición      |                                        |
| 2009       | 517.154 (#3) | 7,54%      | 21/300  | 1   | Oposición      |                                        |
| May. 2012  | 536.072 (#5) | 8,48%      | 26/300  | 5   | Oposición      |                                        |
| Jun. 2012  | 277.179 (#7) | 4,5%       | 12/300  | 14  | Oposición      |                                        |
| Ene. 2015  | 338.055 (#5) | 5,47%      | 15/300  | 3   | Oposición      |                                        |
| Sep. 2015  | 301.632 (#5) | 5,55%      | 15/300  | 0   | Oposición      |                                        |
| 2019       | 299.592 (#4) | 5,30%      | 15/300  | 0   | Oposición      |                                        |
| May. 2023  | 426.741 (#4) | 7,23%      | 26/300  | 11  | Oposición      |                                        |
| Jun. 2023  | 400.452 (#4) | 7,69%      | 21/300  | 5   | Oposición      |                                        |

### Parlamento Europeo
| Elecciones | # de votos   | % de votos | Escaños | +/- |
| ---------- | ------------ | ---------- | ------- | --- |
| 1981       | 729.052 (#3) | 12,8%      | 3/24    |     |
| 1984       | 693.304 (#3) | 11,6%      | 3/24    | 0   |
| 1989       | 936.175 (#3) | 14,3%      | 4/24    | 1   |
| 1994       | 410.741 (#4) | 6,3%       | 2/25    | 2   |
| 1999       | 457.365 (#3) | 6,85%      | 3/25    | 1   |
| 2004       | 580.396 (#3) | 9,48%      | 3/24    | 0   |
| 2009       | 428.283 (#3) | 8,35%      | 2/22    | 1   |
| 2014       | 347.487 (#6) | 6,09%      | 2/21    | 0   |
| 2019       | 302.673 (#4) | 5,35%      | 2/21    | 0   |
| 2024       | 367.796 (#5) | 9,25%      | 2/21    | 0   |